# Marco Fichera
Marco Fichera (Catania, 4 de septiembre de 1993) es un deportista italiano que compite en esgrima, especialista en la modalidad de espada.
Participó en dos Juegos Olímpicos de Verano, obteniendo una medalla de plata en Río de Janeiro 2016, en la prueba por equipos (junto con Enrico Garozzo, Paolo Pizzo y Andrea Santarelli), y el séptimo lugar en Tokio 2020.
En los Juegos Europeos de Bakú 2015 obtuvo una medalla de bronce en la prueba por equipos. Ganó una medalla de bronce en el Campeonato Europeo de Esgrima de 2018, en la prueba por equipos.

## Palmarés internacional
| Juegos Olímpicos   | Juegos Olímpicos        | Juegos Olímpicos  | Juegos Olímpicos   |
| Año                | Lugar                   | Medalla           | Prueba             |
| ------------------ | ----------------------- | ----------------- | ------------------ |
| 2016               | Río de Janeiro (Brasil) | Medalla de plata  | Espada por equipos |
| Juegos Europeos    |                         |                   |                    |
| Año                | Lugar                   | Medalla           | Prueba             |
| 2015               | Bakú (Azerbaiyán)       | Medalla de bronce | Espada por equipos |
| Campeonato Europeo |                         |                   |                    |
| Año                | Lugar                   | Medalla           | Prueba             |
| 2018               | Novi Sad (Serbia)       | Medalla de bronce | Espada por equipos |